# Sabah (Vorname)
Sabah (arabisch: صباح) ist ein weiblicher und männlicher Vorname.

## Herkunft und Bedeutung
Der arabische und türkische Vorname bedeutet Morgen.

## Namensträger

### Weiblich
- Sabah (1927–2014), libanesische Sängerin und Schauspielerin
- Sabah Sanhouri (geb. 1990), sudanesische Schriftstellerin

### Männlich
- Sabah al-Ahmad al-Dschabir as-Sabah (1929–2020), Emir von Kuwait
- Sabah Fakhri (1933–2021), syrischer Sänger der klassischen arabischen Musik